# Douglas Diamond
Douglas Warren Diamond (nascido em 1953) é o professor de finanças da Merton H. Miller Distinguished Service na Escola de Negócios Booth da Universidade de Chicago. Ele é especializado no estudo de intermediários financeiros, crises financeiras e liquidez. Ele é ex-presidente da American Finance Association e da Western Finance Association, membro da Sociedade Econométrica, da Academia Americana de Artes e Ciências e da Associação Americana de Finanças.
Diamond é mais conhecido por seu trabalho em crises financeiras e corridas bancárias, particularmente o influente modelo Diamond-Dybvig publicado em 1983 e o modelo Diamond de monitoramento delegado publicado em 1984. Ele foi listado pela Thomson Reuters como um dos "pesquisadores que provavelmente estarão em disputa pelas honras Nobel com base no impacto da citação de suas pesquisas publicadas". Em 2016, ele recebeu o Prêmio CME Group-MSRI em Aplicações Quantitativas Inovadoras.
Em 2022, juntamente com Ben Bernanke e Philip H. Dybvig, foi laureado com o Prémio de Ciências Económicas em Memória de Alfred Nobel.